# Namp'o
Namp'o (Koreaans: 남포) is naar inwonertal de derde stad van Noord-Korea, gelegen in de provincie Pyongannam-do. De stad telt ongeveer 1.100.000 inwoners.
Namp'o is een kustplaats nabij de monding van de Taedong rivier op zo'n 50 kilometer ten zuidwesten van de hoofdstad Pyongyang. De stad bevindt zich in een laaglandgebied en kent een vrij droog klimaat.
In 1897 werd de haven van Namp'o opengesteld voor buitenlandse handel en na de Tweede Wereldoorlog werd het een centrum van scheepbouw in Noord-Korea en een moderne havenstad. Een spoorlijn en snelweg verbindt de havenstad met Pyongyang.